# فابيو أوليفيرا (لاعب كرة قدم)
فابيو أوليفيرا (بالبرتغالية: Fábio Marcelo de Oliveira) هو لاعب كرة قدم برازيلي، ولد في 6 يوليو 1974 في ريو دي جانيرو في البرازيل. لعب مع أتلتيكو غويانيينسي وبوتافوغو ريغاتاس وذي سترونغيست ونادي أفاي لكرة القدم ونادي بارانا ونادي جوينفيل ونادي غاما ونادي فورتاليزا ونادي كريسيوما.

## وصلات خارجية
- فابيو أوليفيرا على موقع قاعدة بيانات كرة القدم.إي يو (الإنجليزية)
- فابيو أوليفيرا على موقع Soccerway.com (الإنجليزية)